# Боргарнес
Борґарнес — місто на заході Ісландії на березі затоки Боргарфйордур. Адміністративний центр та найбільше місто регіону Вестурланд та муніципалітету Боргарбігд. Розташоване за 30 км на північ від столиці. Знаходиться на кільцевій дорозі, що сполучає усі основні міста країни.

## Історія
Вперше місто згадується у Сазі про Егіля (1-а пол. 13 ст., подія — 10 ст.) як Digranes, місце народження Еґіля Скатлаґрімссона. Проте більше немає жодних відомостей про заселення міста аж до 19 століття.
1861 року Король Данії визначив Борґарнес як торговим містом. Першою великою будівлею, побудованою у місті, був консервний завод, збудований 1857 року. Втім, за декілька років потому він був зруйнований. 1877 року було побудовано торговий дім.
Статус міста отримало 1913 року зі зміною назви на Борґарнесшреппур. 1987 року назву було змінено на Борґарнесбер.
Місто та громаду 1994 року було об'єднано із громадами Hraunhreppur, Norðurárdalshreppur та Stafholtstungnahreppur під назвою громади Борґарбігд, а 1998 року до його складу увійшли також Álftaneshreppur, Borgarhreppur та Þverárhlíðarhreppur.

## Сьогодення
Є значним комерційним центром усієї Західної Ісландії. Промисловість представлена металовиробами, бетоном, виробництвом м'яса та риби.
2011 року у місті засновано Міжнародйний ляльковий фестиваль.